# Жорнокльови
Жорнокльо́ви — село в Україні, у Золотоніському районі Черкаської області. Входить до складу Драбівської селищної громади.
Село постраждало внаслідок геноциду українського народу, проведеного урядом СРСР 1932—1933 та 1946—1947.

## Географія
Село розташоване в північно-західній частині району. Межує: з північної сторони — село Нехайки, із східної — село Тополі і Левченкове, з південної — село Безпальче, із західної — село Чопилки Бориспільського району Київської області. Відстань до центру громади — 20 км, залізничної станції Драбове-Барятинське — 30 км, до Черкас — 80 км. Територія населеного пункту — 22 км².

## Історія
Перша згадка — у польських документах 1642. Назва села пішла від того, що першопоселенці-козаки привозили сюди камінь-пісковик і «клювали» (тобто висікали) з нього жорна для встановлення на водяні та вітрові млини. Село засновано на території Київського воєводства Речі Посполитої.
З 1648 — у складі Переяславського полку Гетьманщини.
Також село згадується в документах ЦДІАК, що датовані 1739 роком, коли російський драгунський полк реквізував у козаків 42 воли на загальну суму 107 карбованців. В документі за 1742 рік говориться про розрахунок із селом за вищезгаданих волів. Від села акт прийому грошей підписали городовий отаман Данило Чорненко та писар Іван Падалка.
З 1779 року у селі є церква Петропавлівська
З 1782 — у складі Полтавської губернії Російської імперії. З 1917 — у складі УНР.
Село постраждало внаслідок геноциду українського народу, проведеного урядом СССР 1932—1933 та 1946–1947 роках.

### Сучасність
У селі працює сільська рада, фельдшерсько-акушерський пункт, дитячий садок, відділення зв'язку, магазин, клуб, бібліотека, церква. Серед підприємств — СТОВ «ЛАН».
1994 встановлено пам'ятник художнику 1930-х років Іванові Падалці.

## Населення

### Мовний склад
Рідна мова населення за даними перепису 2001 року:
| Мова       | Чисельність, осіб | Доля     |
| ---------- | ----------------- | -------- |
| Українська | 455               | 99,35 %  |
| Інше       | 3                 | 0,65 %   |
| Разом      | 458               | 100,00 % |

## Пам'ятки
- Бабарська оболонь — ландшафтний заказник місцевого значення.

## Відомі люди
У селі народився видатний український художник доби Розстріляного відродження Іван Іванович Падалка.

## Галерея

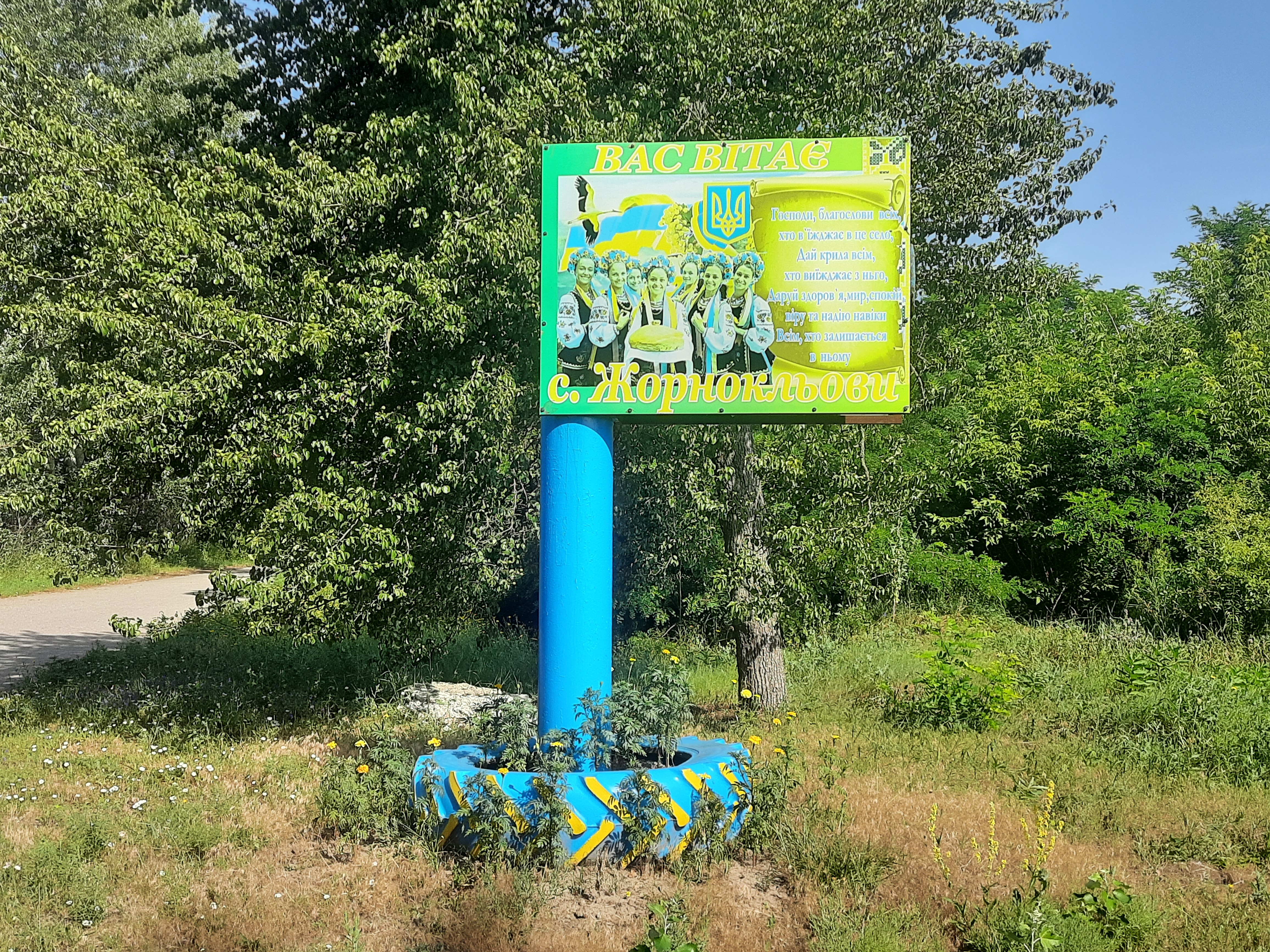
В'їзд у село
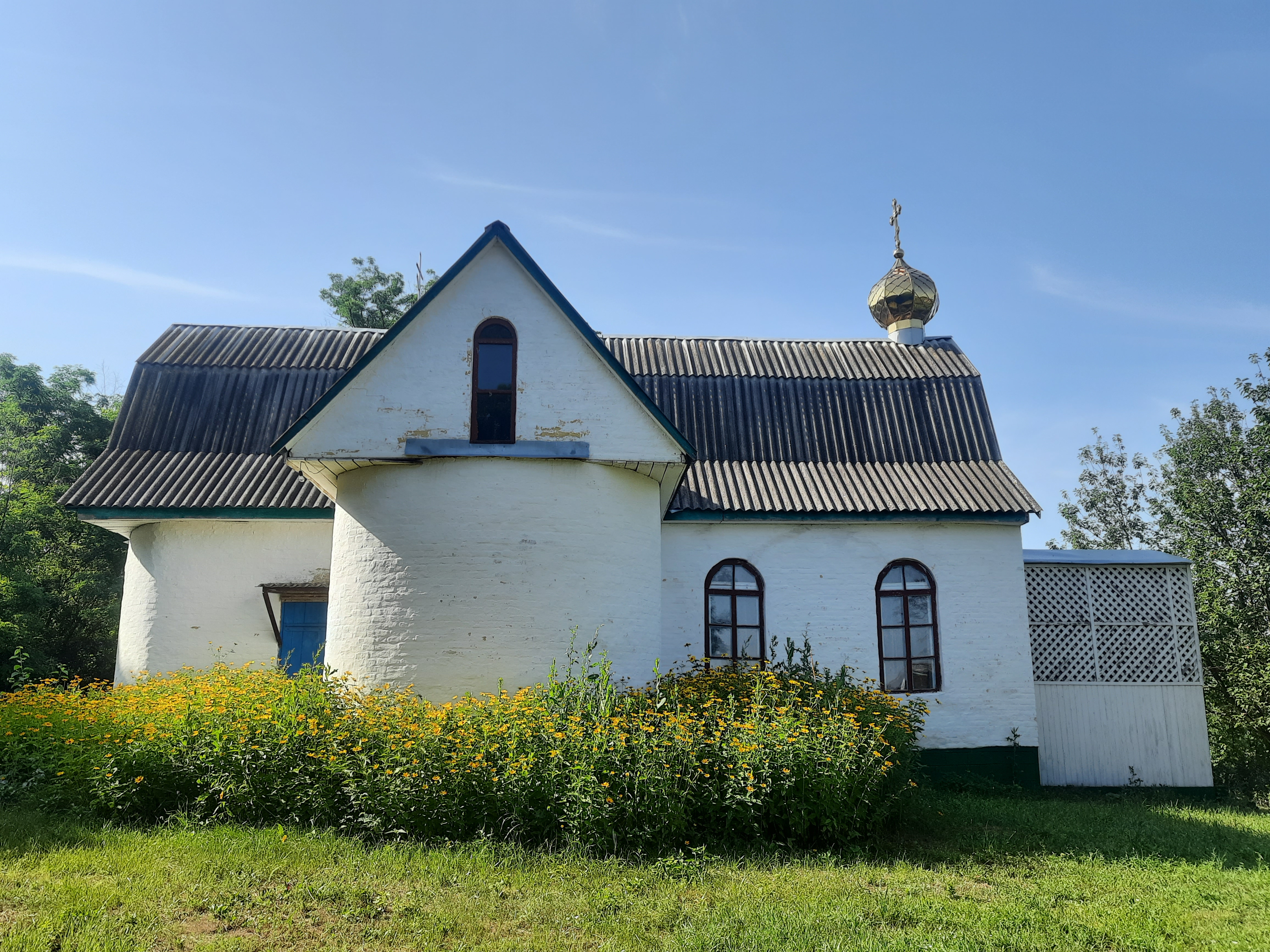
Це́рква Святих Петра і Павла
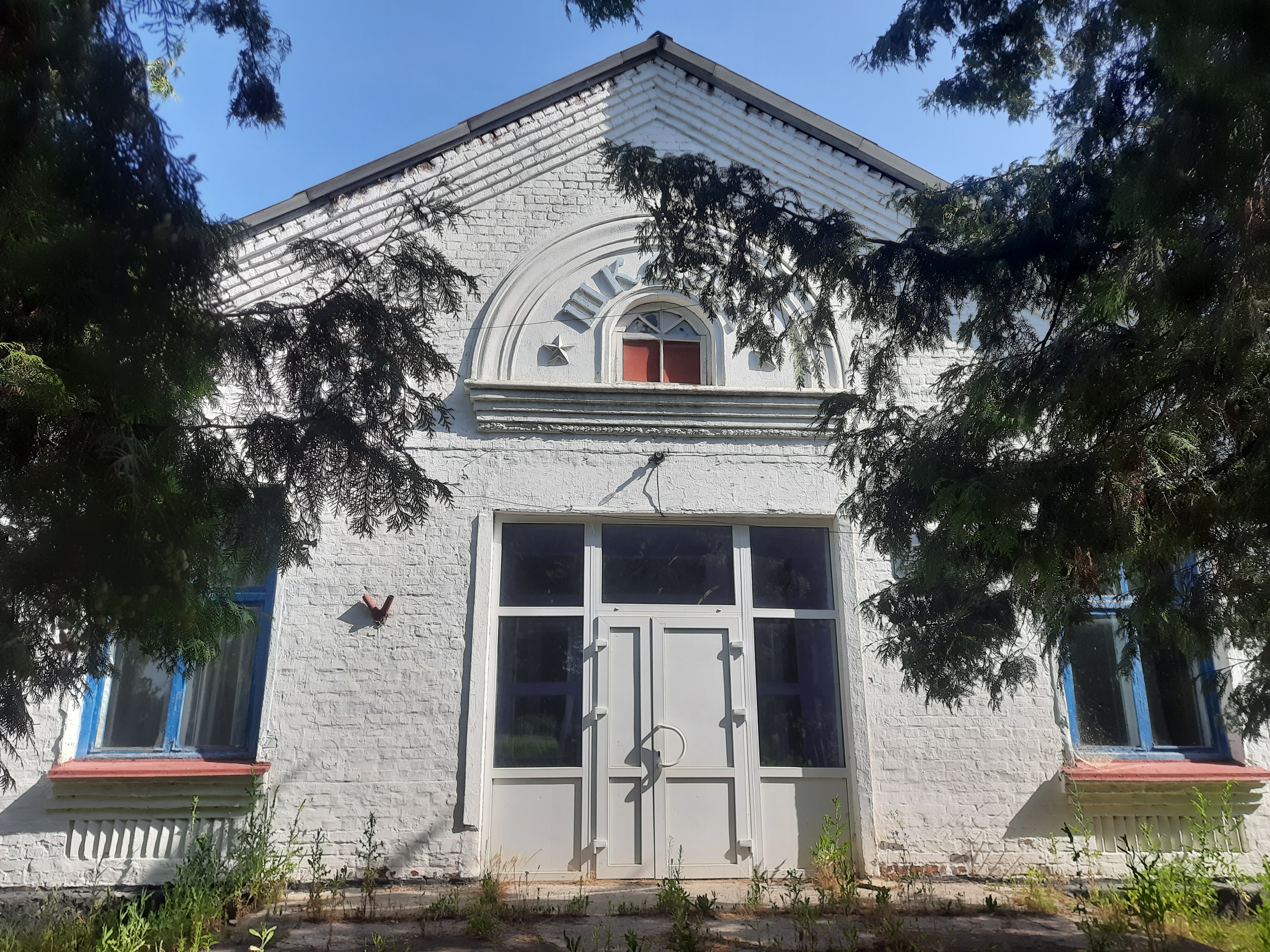
Школа